# Sergei Simonov
Sergei Gavrilovich Simonov (em russo:  Сергей Гаврилович Симонов, transl. Sergey Gavrilovich Simonov; Fedotovo, 9 de abril de 1894 – Moscou, 6 de maio de 1986) foi um projetista de armas soviético que é considerado um dos pais do fuzil de assalto moderno. Ele é mais conhecido pelo fuzil semiautomático SKS.
Sergei Simonov foi condecorado com o título de Herói do Trabalho Socialista, vencedor de dois Prêmios Stalin de primeiro grau e deputado do Soviete Supremo da RSFSR da 1ª convocação. Em homenagem póstuma, Simonov teve uma moeda comemorativa de 25 rublos com o fuzil antitanque semiautomático PTRS-41.

## Biografia
Mais conhecido pela carabina SKS (em russo:  Самозарядный карабин системы Симонова, transl. Samozaryadny Karabin sistemy Simonova, 1945, literalmente Carabina Auto-carregável do Sistema Simonov, 1945), ele também foi o pioneiro no campo dos fuzis de assalto e dos fuzis semiautomáticos nas décadas de 1920 e 1930, principalmente sob a supervisão de Vladimir Fedorov e Fedor Tokarev. Seus primeiros trabalhos precederam tanto o M1 Garand (de 1933) quanto as séries posteriores da carabina M1, AK-47 e M16.

### Vida pregressa

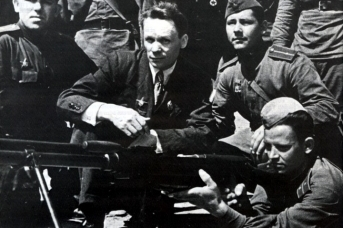
Simonov testando o PTRS-41 com soldados soviéticos em 1941.

Sergei Simonov nasceu em 22 de setembro [Calendário Juliano: 4 de outubro] de 1894 na aldeia de Fedotovo (hoje parte da aldeia de Melekhovo, distrito de Kovrov) na província de Vladimir (hoje região de Vladimir) em uma família de camponeses. Ele se formou na 3ª série de uma escola rural. A partir dos 16 anos trabalhou numa forja. Em 1915, foi trabalhar como mecânico em uma pequena fábrica e concluiu cursos técnicos. Em 1917, ele começou a trabalhar na fábrica de Kovrov (atualmente fábrica OJSC "V. A. Degtyarev") como mecânico. No final da Primeira Guerra Mundial, após concluir um curso básico de instrução técnica, ele começou a trabalhar em um rifle automático pioneiro projetado por Vladimir Grigoryevich Fyodorov, o Federov Avtomat. Após a Revolução Russa, Simonov continuou no Instituto Politécnico de Moscou, graduando-se em 1924 para trabalhar no gigante russo Arsenal de Tula. Membro do PCUS(b) desde 1927.
Em 1926, ele se tornou inspetor de controle de qualidade em Tula e, em 1927, foi promovido ao Departamento Soviético de Projeto e Desenvolvimento, onde trabalhou diretamente sob o comando de Fedorov. O Simonov AVS-36, que entrou em serviço na década de 1930, entraria em serviço no início da Segunda Guerra Mundial, até cerca de 1940, quando foi substituído por outros projetos semiautomáticos.
Durante a guerra, Simonov projetou algumas armas de fogo de sua autoria; uma submetralhadora que não entrou em produção e um fuzil antitanque autocarregável, o PTRS 14,5×114mm, que passou a formar a base – em escala reduzida – do SKS. Um fuzil semiautomático anterior, o AVS-36, foi prejudicado pela insistência oficial em usar o poderoso 7,62×54mmR, que naquela época era o padrão entre os fuzis russos. Infelizmente, como foi demonstrado com o SVT-40 de Fedor Tokarev, o aro do 7,62×54mmR era prejudicial ao funcionamento rápido e confiável de um rifle semiautomático.
Em 1943, avanços no pensamento - e dados confirmados mostraram que os combates ocorreram entre 100 e 300 metros - levaram à adoção de um cartucho mais curto e menos potente, o 7,62×39mm M1943 (também conhecido como "7,62 soviético" ou "7,62 curto" para diferenciá-lo de várias outras munições em calibre 7,62mm). Os testes de campo do novo fuzil provaram o valor da arma e, em 1944, uma pré-produção do SKS foi para a Ofensiva na Bielorrussa para testes no campo de batalha. Após alguns ajustes, foi oficialmente adotado e designado 7.62 Samozaryadnyi Karabin Sistemy Simonova Obrazets 1945 g. (traduzido como "Carabina Auto-carregável do Sistema Simonov, 1945") ou SKS-45, e escolhido como o substituto ideal para o SVT-40.

## Projetos de armas
- Vladimir Fedorov
- AVS-36
- PTRS-41
- SKS

## Honras e prêmios

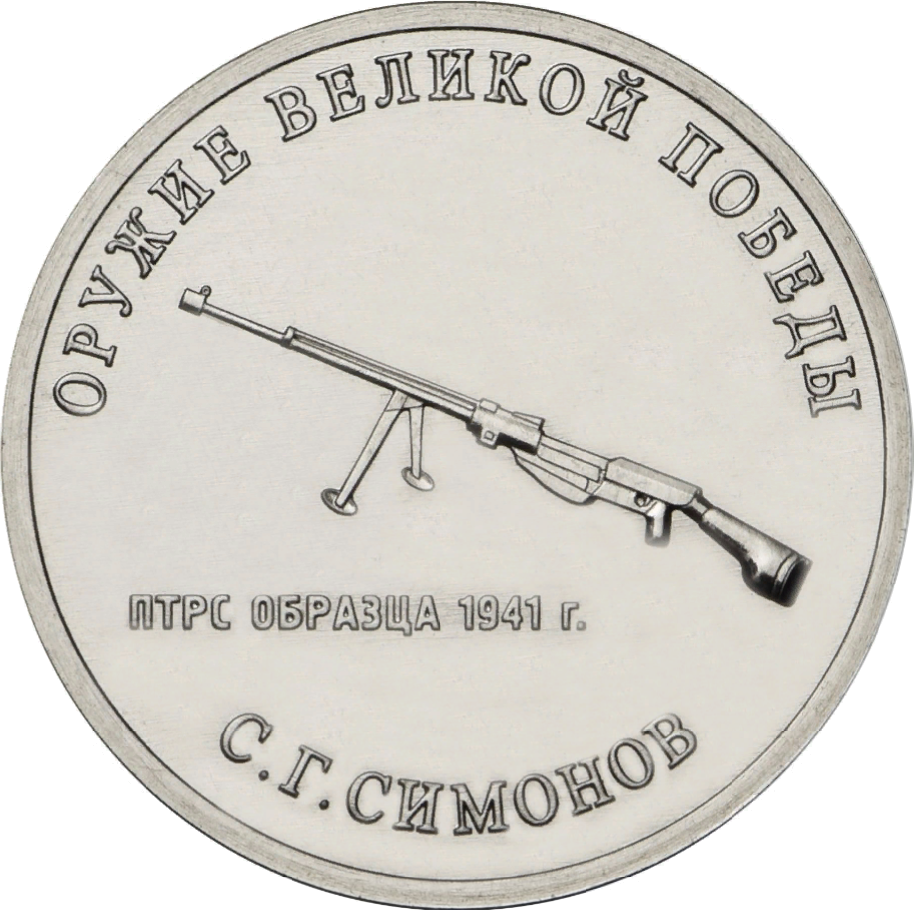
Reverso da moeda de 25 rublos com o PTRS-41 e o nome de Sergei Simonov.

- Herói do Trabalho Socialista (1954)
- Ordem de Lenin (3x)
- Ordem da Revolução de Outubro
- Ordem de Kutuzov, 2ª classe
- Ordem da Estrela Vermelha
- Ordem da Guerra Patriótica, 1ª classe
- Ordem da Bandeira Vermelha do Trabalho (2x)
- Inventor Homenageado da RSFSR (1964)
- Medalha "Em comemoração ao 100º aniversário do nascimento de Vladimir Ilyich Lenin"
- Prêmio Stalin, 1º grau (2x, 1942 e 1949)